# Agrostis tremula
Agrostis tremula é uma espécie de gramínea do gênero Agrostis, pertencente à família Poaceae.